# Croton serratifolius
Pour Croton serratifolius var. silvaticus, Chodat & Hassl., 1905, voir Croton stoechadis.
Espèce
Croton serratifolius est une espèce de plantes à fleurs du genre Croton et de la famille des Euphorbiaceae, présente du sud du Brésil au Paraguay.
Il a pour synonymes :
- Croton serratifolius var. rupestris, Chodat & Hassl.
- Croton serratifolius forma tomentosus, Chodat & Hassl.
- Oxydectes serratifolia, (Baill.) Kuntze